# ヤエル・ファルコン・ペレス
ヤエル・クリスティアン・ファルコン・ペレス（Yael Cristian Falcón Pérez、1988年12月15日 - ）はアルゼンチン・ブエノスアイレス出身のサッカー審判員。2019年から国内トップリーグで審判を務めている。2022年からは国際サッカー連盟 (FIFA) に国際審判員として登録されている。

## 来歴
2017年に行われたプリメーラC・メトロポリターナ決勝・CAサン・ミゲル対CAデフェンソーレス・ウニドス(CADU) の試合で、CADUのハビエル・ベラスケスとサン・ミゲルのイザイアス・オラリアガの頭同士が衝突、オラリアガは痙攣の後地面に倒れる。その時、主審を務めていたファルコンは応急処置の知識を活かしてオラリアガを救助、一命を取り留めた。
トップリーグデビューはプリメーラ・ディビジオン2018-19のCAウニオン対ニューウェールズ・オールドボーイズ戦。
2022年のコパ・デ・ラ・リーガ・プロフェシオナル第13節のCAプラテンセ対アルヘンティノス・ジュニオールの試合終了間際、プラテンセMFニコラス・デルガディージョのフリーキックが壁に入ったアルヘンティノスMFマティアス・アレハンドロ・ガラルサの頭に当たり、そのまま振り上げたガラルサの腕に当たったシーンをVARに確認せずノーハンドと判定し、そのまま試合終了を宣告するとプラテンセの選手一同が主審のファルコンに詰め寄り、中でも執拗に抗議したデルガディージョに退場を宣告する事態となった。
2023年4月16日に行われたCAインデペンディエンテとラシン・クラブのクラシコ・デ・アベジャネーダでは、ラシンに与えられた微妙な判定のPKにより1-1の引き分けに終わったが、このPKの判定を巡ってインディペンディエンテのサポーターの一部が暴徒化し、ファルコンの母が脅迫を受け、家には落書きされ、玄関に発煙筒が投げつけられるという事態が発生した。なお、このPKの判定については、アルゼンチンサッカー協会の審判委員長を務めるフェデリコ・ベリゴイと同僚のダリオ・エレーラもファルコンの判定を支持している。